# Escut de Pratdip

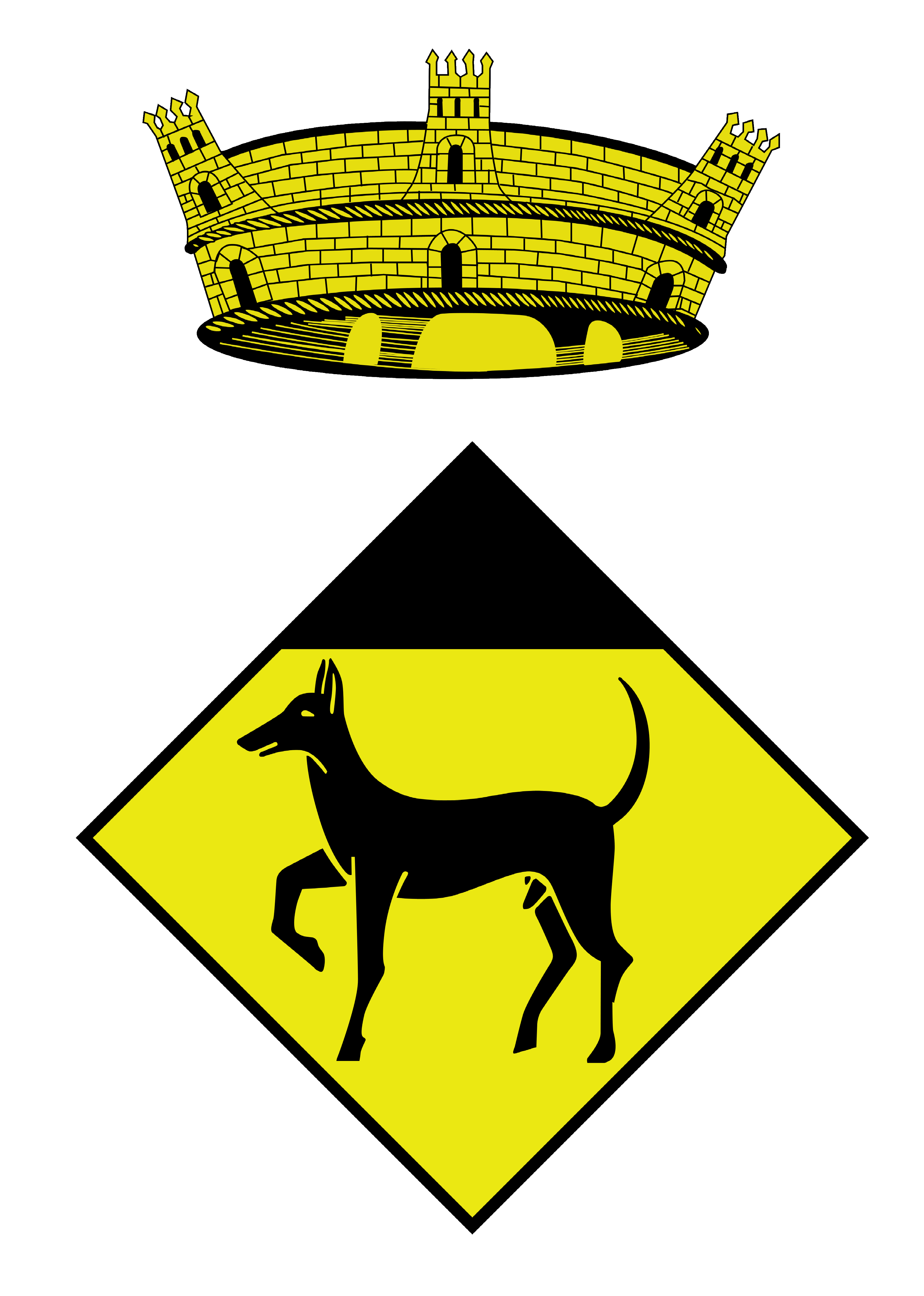
Representació de l'escut heràldic municipal de Pratdip segons el seu blasonament oficial

L'escut de Pratdip és un símbol oficial d'aquest municipi del Baix Camp i es descriu mitjançant el llenguatge tècnic de l'heràldica amb el següent blasonament:
«Escut caironat: d'or, un gos passant de sable; el cap, també de sable. Per timbre, una corona mural de poble.»

## Disseny
La composició de l'escut està formada sobre un fons en forma de quadrat recolzat sobre un dels seus vèrtexs, anomenat escut caironat, segons la configuració difosa a Catalunya i d'altres indrets de l'antiga Corona d'Aragó i adoptada per l'administració a les seves especificacions per al disseny oficial dels municipis dels ens locals. És de color groc (or), amb una representació simbòlica d'un gos, omplint el màxim d'espai possible i sense tocar les vores de l'escut, en la posició natural per a la majoria dels quadrúpedes, la de passant, que vol dir que té les potes a terra, excepte la dreta del davant, que està alçada; el gos és de color negre (sable). La part superior de l'escut (el cap) té una alçada igual a un terç de l'ample, i és també de color negre (sable).
L'escut està acompanyat a la part superior d'un timbre en forma de corona mural, que és l'adoptada pel Departament de Governació d'Administracions Locals de la Generalitat de Catalunya per timbrar genèricament els escuts dels municipis. En aquest cas, es tracta d'una corona mural de poble, que bàsicament és un llenç de muralla groc (or) amb portes i finestres de color negre (tancat de sable), amb quatre torres merletades, de les quals se'n veuen tres.

## Història

Escut d'armes de la casa dels Entença

L'Ajuntament va acordar l'inici de l'expedient heràldic el 2 de juliol de 2004. Després dels procediments reglamentaris, l'escut va ser aprovat el 21 d'octubre del 2005 i publicat al DOGC número 4.521 del 30 de novembre del mateix any.
L'escut està representat sobre les armes dels Entença (d'or, el cap de sable), titulars de la baronia a la qual pertanyia el castell de Pratdip. Els escuts i segells tradicionals del poble sempre han tingut com a element principal un gos llegendari de la zona, coix d'una pota, anomenat dip. El gos és representat pictòricament des de com a mínim el 1602 –en un retaule– i, com a representació del poble, ja surt en un segell del 1700.